# Lubar
Lubar is een bestuurslaag in het regentschap Ogan Komering Ulu Selatan van de provincie Zuid-Sumatra, Indonesië. Lubar telt 1362 inwoners (volkstelling 2010).